# Accionista
Accionista es aquella persona natural que es propietaria de acciones de los distintos tipos de sociedades anónimas o comanditarias que pueden existir en el marco jurídico de cada país.
El accionista es un socio capitalista que participa de la gestión de la sociedad en la misma medida en que aporta capital. Por lo tanto, dentro de la sociedad tiene más votos quien más acciones posee.
Tratándose de una sociedad anónima, puede existir un gran número de accionistas que no participan necesariamente en la gestión de la empresa, y cuyo interés es únicamente recibir una retribución en dividendo a cambio de su inversión. Sin embargo, dichos accionistas sí están interesados en conocer su desarrollo. En este caso es la información contable la que les permite lograr dichos propósitos.

## Derechos del accionista
Si bien los derechos del accionista pueden variar en función de la legislación y de los estatutos de la sociedad, normalmente los accionistas tienen los siguientes derechos:
Derechos económicos:
- Derecho a percibir un dividendo en función de su participación y cuando así lo acuerde la sociedad.
- Derecho a percibir un porcentaje del valor de la sociedad si esta es liquidada.
- Derecho a vender su acción libremente en el mercado. Este derecho en ocasiones se ve limitado por los estatutos de la sociedad.

Derechos políticos o de gestión:
- Derecho de voto. Normalmente una acción equivale a un voto, pero el porcentaje puede variar en los estatutos. (p.e.: Si el accionista tiene 10% en el negocio, tiene un voto. Si tiene más que 50% puede ser el único quien puede decidir).
- Derecho a la información, con el fin de conocer la gestión de la empresa. A partir de un porcentaje específico regulado en la ley y en los estatutos, un accionista podría exigir una auditoría para toda la empresa.

## Accionista como inversor
El accionista, por otro lado, es también un inversor, dado que aporta un capital con vistas a obtener un dividendo.
Su inversión se dice que es en renta variable, dado que no existe un contrato mediante el cual el accionista vaya a percibir unas cuotas fijas en contraprestación a su inversión. Su retribución es a través de dos vías:
- Dividendo
- Aumento del precio de la sociedad. Esto se produce por su buena marcha y su capacidad de generar beneficios futuros, así como por el incremento de los activos a través de beneficios pasados.